# Necolio jugosus
Necolio jugosus är en stekelart som beskrevs av Cheesman 1936. Necolio jugosus ingår i släktet Necolio och familjen brokparasitsteklar. Inga underarter finns listade i Catalogue of Life.